# Бомбардування Белграда (1941)

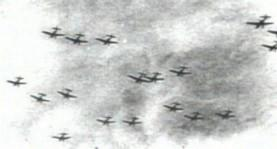
Бомбардувальники над Белградом 6 квітня 1941 р.

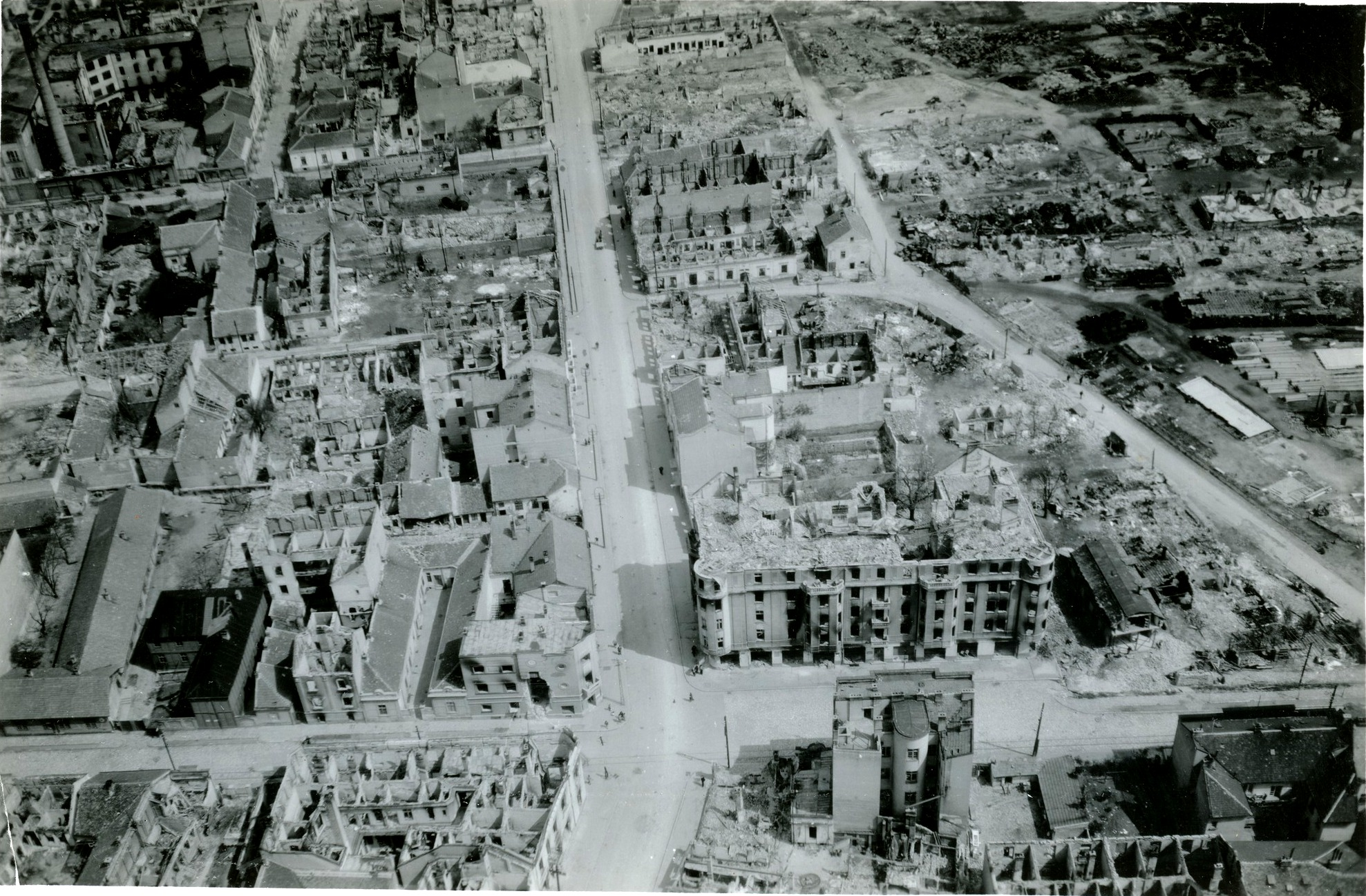
Аерофотознімок Белграда, зроблений у середині квітня 1941 року, показує обсяг руйнувань, викликаних німецьким бомбардуванням.

Бомбардування Белграда, або операція «Відплата» (сербохорв. Operacija Odmazda, нім. Unternehmen Strafgericht), також відома як операція «Покарання» — німецьке стратегічне бомбардування столиці Королівства Югославії Белграда у квітні 1941 року в помсту за державний переворот, який скинув уряд, що підписав Троїстий пакт. Бомбардування сталося у перші дні вторгнення в Югославію держав Осі під час Другої світової війни, яке очолила нацистська Німеччина. Королівські повітряні сили Югославії (КПСЮ) мали лише 77 сучасних винищувачів для захисту Белграда від сотень німецьких винищувачів і бомбардувальників, які вдарили по столиці у першій хвилі в ранні години 6 квітня. За три дні до цього майор КПСЮ Владимир Крен перебіг до німців, розкривши місця розташування численних військових сил і засобів та розголосивши коди КПСЮ.
Ще три хвилі бомбардувальників атакували Белград 6 квітня, услід за якими були наступні нальоти в наступні дні. Напади призвели до паралічу югославського цивільного та військового командування і управління, повсюдного руйнування інфраструктури Белграда та багатьох людських жертв. Наземне вторгнення почалося кількома годинами раніше. Також були здійснені повітряні атаки на аеродроми КПСЮ та інші стратегічні цілі по всій Югославії. Серед невійськових цілей, уражених під час бомбардування, були Національна бібліотека Сербії, яка згоріла дотла, втративши сотні тисяч книг і рукописів, та Белградський зоопарк.
У помсту за вторгнення в Югославію, яка капітулювала 17 квітня, Королівські ВПС здійснили два бомбові нальоти на столицю союзниці країн Осі Болгарії Софію, яка пізніше долучилася до розчленування Югославії. Вищим офіцером Люфтваффе, відповідальним за бомбардування, був генерал-полковник Александер Лер, якого наприкінці війни югослави схопили, судили і стратили за воєнні злочини, зокрема і за його причетність до бомбардування Белграда. 1947 року було заарештовано Крена за інші воєнні злочини, пов'язані з його подальшою службою на посаді керівника Повітряних сил Незалежної Держави Хорватія. Його видали Югославії для суду над ним, засудили за всіма пред'явленими пунктами звинувачення та стратили 1948 року. 
1997 року в белградському районі Новий Белград встановлено пам'ятник на спомин про югославських льотчиків, які загинули в ході оборони Белграда. Бомбардування знайшло відображення в літературі та кінематографі. 

## Виноски
1. ↑  Військовий історик Крістофер Чант твердить, що операція мала кодове ім'я Unternehmen Bestrafung (операція «Покарання»).[1] Історик Мартін Гілберт, що спеціалізується на Голокості, пише, що її кодова назва Castigo («покара»).[2] Історик Владимир Терзич пропонує сербсько-хорватський переклад Kazna («покарання»).[3]